# Lothar II. Lotrinský
Lothar II. (asi 835 – 8. srpna 869 Piacenza) byl králem Lotharingie z dynastie Karlovců.
Jeho otec byl Lothar I. Franský, římský císař a matka Irmingarda z Tours. Po otcově smrti v roce 855 zdědil vcelku nesourodé území. Krom několika výprav proti normanským pirátům se jeho snaha zaměřovala spíše na rozvod se svou ženou Theutbergou a uzavření nového sňatku se svoji milenku Waldradou. Tyto snahy ovlivňovaly jeho vztahy s jeho strýci, Ludvíkem II. Němcem a Karlem Holým, kteří měli o území Lotharingie zájem. Lothar měl jediného nelegitimního syna Huga a pouze sňatek s Waldradou mohl z Huga učinit právoplatného dědice trůnu. Jeho manželka Teutberga nakonec v roce 869 s rozvodem souhlasila, ale Lothar II. záhy zemřel a tak Karel Holý i Ludvík Němec jeho syna Huga prohlásili nelegitimním dědicem a celá Lotharingie byla Meerssenskou smlouvou v roce 870 rozdělena mezi Východofranskou a Západofranskou říši. Hugo byl odškodněn rozsáhlými statky v Alsasku.